# Александар Деспић
Александар Деспић (Београд, 6. јануар 1927 — Београд, 7. април 2005) био је српски и југословенски хемичар и технолог, редовни професор Београдског универзитета и академик. Био је потпредседник и председник САНУ 1994-1998.

## Биографија

### Порекло
Отац Александра Деспића, Ранко Деспић (1891 — 1957) пореклом је из Сарајева. Са друге стране, мајка Вукосава пореклом је из Врања.
Деспићи су се првобитно презивали Косовчић. Након поделе породице на четири братства, један предак из братства Слијепчевића се оженио девојком Деспом која је била пореклом из имућније породице. Деспа је преминула 1782. године, након чега су њени синови названи Деспини синови, а након тога и Деспићи. Један од унука Деспе био је Јово, Александров прадеда. Његови прадеда и деда били су веома цењени и имућни трговци крзна. Деда се школовао у Бечу, након чега је заједно са братом Максом дошао на идеју да у њиховој кући оснује прво градско грађанско позориште у Сарајеву. Кућу је породица поклонила Скупштини града Сарајева 1969. године. Деспића кућа је данас депанданс Музеја Сарајева.
Ранко Деспић је завршио студије рударства у Леобену код Граца. После рата радио је у Сењском Руднику. У Београд се преселио након неколико година и ту је убрзо постао начелник Министарства шума и руда. Његова идеја о обједињавању југословенске индустрије завршена је писањем пројекта по ком је створено предузеће Југословенски челик, са средиштем у Сарајеву. У јесен 1938. године заједно са породицом прелази у Сарајево, а након две године се поново враћа у Београд. После рата радио је на позицији начелника у Министарству рударства. Упоредо је радио и као директор предузећа Рудник.
Александров прадеда по мајци, Митке Стајић послужио је као истоимени лик у драми „Коштана”, коју је написао Бора Станковић. Вукосава је као стипендиста краљевине упоредо студирала певање и медицину у Прагу.

### Младост
Деспић је рођен у Београду 6. јануара 1927. године. Млађи брат Дејан био је српски композитор и академик. Са породицом је становао у Професорској колонији. Често је одлазио у Сарајево у посету многобројној родбини. Једно време је живео у Сарајеву код очеве сестре Вере, председнице Кола српских сестара и њеног мужа Косте Крсмановића, директора Друге мушке гимназије. Пред сам рат, Деспић се вратио у Београд, где је остао до краја рата. Деспић је често био у друштву очевих пријатеља, директора и професора па је од њих много тога сазнао и научио.
Значајну улогу у „његовом окупацијском животу” одиграле су две књиге које је његов отац купио на Сајму у Немачкој. Током окупације спонтано је прилазио левици. Сматрао је да су сви млади и учени људи припадници и присталице партизанског покрета, који је и он сам симпатисао.
Пред крај рата заједно са породицом је избегао у Миријево, а потом у двособан стан на крају улице Булевар краља Александра. У том стану су им се придружили пријатељи са породицама. За време бомбардовања током ослобођења Београда преселили су се у стан своје рођаке Милице Дедијер који се налазио на углу улица Жоржа Клемансоа и Палмотићеве. Након ослобођења у њиховој улици је једна стара и напуштена јеврејска кућа претворена у „Омладински дом колонија – Хаџи Поповац”, чији је председник био Деспић. Омладински дом је окупио младе људе из околине и убрзо постао културно средиште омладине из Београда. Организовали су бригаду, различите представе и приредбе у којима су учествовали многи касније значајни културни ствараоци попут Миодрага Павловића, Срђана Барића, Мирослава Беловића, итд.
Године 1944, пријавио се у војну јединицу. Одређен је у групу за културно-просветни рад. Године 1945,, по повратку из војске, примљен је у Партију.

### Образовање
Похађао је основну школу „Вук Караџић“ у Београду. Први разред гимназије завршио је у Другој мушкој гимназији у Београду, други, трећи и прво полугође четвртог завршио је у Сарајеву, а друго полугође четвртог разреда завршио је по повратку у Београд у Деветој мушкој гимназији. Пред крај рата завршио је осми разред гимназије у Шестој мушкој гимназији, а матуру у Гимназији Краљице Марије која се налазила у улици Народног фронта.
Године 1946, Деспић је уписао студије на Технолошком одсеку Техничког факултета у Београду. Као један од послератних новоуписаних студената Деспић је студирао по новом наставном плану који је подразумевао да се студије продужавају на пет година. Године 1948, када је Деспић био на својој другој години студија, Технички факултет излази из оквира Београдског Универзитета. Након реорганизације факултет је постао Техничка велика школа, а сам Технолошки одсек је прерастао у Технолошки факултет. Професор Панта Тутунџић имао је велики утицај на Деспића током његових студија. Током последње две године студија, Деспић је био стипендиста на Катедри за физичку хемију и електрохемију и демонстратор код професора Панте. Током 1949. године Деспић је заједно са Паулом Путанов био у научној групи Технолошког факултета. Ова научна група имала је задатак да испита могућост добијања синтетичког камфора из алфа-пинена који се добија од уља четинарске смоле. Након неколико месеци рада доказали су могућност израде синтетичког камфора од домаћих сировина класичним поступком, али и модернијим методама. Године 1950, њихов рад је на годишњој смотри студентских радова проглашен за најбољи.
Дипломирао је на Технолошком факултету Универзитета у Београду у јуну 1951. са средњом оценом 9.56. Након дипломирања постављен је за млађег индустријског инжењера, а 1953. године изабран је за асистента на Катедри за физичку хемију и електрохемију на Технолошком факултету. Исте године добио је стипендију Британског савета које му је омогућила да се усаврши у Лондону. У Лондону је успешно сарађивао са професором Хилсом који се бавио јонском проводљивошћу јоноизмењивачких смола, облашћу која није имала везе са електродном кинетиком. Деспић је на крају пристао да ради са њим и сарадња је убрзо прерасла у пријатељство. Хилс и Деспић су заједно објавили три рада у познатом Британском часопису. То су уједно били први Деспићеви научни радови које је објавио у иностраним часописима. Након две године (1954) стекао је диплому постдипломских студија у Лондону на Империјалном колеџу за науку и технологију (енгл. Imperial College of Science and Technology), а годину дана касније (1955) одбранио је докторску дисертацију (енгл. Ionic Contuctance of Ion - Exchange Resina) на Универзитету у Лондону.

### Каријера
Убрзо по завршетку докторских студија Деспић се вратио у Београд где се пријавио на конкурс за научног сарадника 1957. године. Исте године је добио пословну понуду од Џона Бокриса. Џон му је предложио да у својству старијег научног сарадника ради на истраживању из области кинетике електродних процеса на Универзитету Пенсилваније у Филаделфији. Деспић је заједно са петнаестак сарадника радио по цео дан на решавању различитих задатака. Посебно се бавио проблемима електрохемијског таложења и растварања метала, као и проблемима електорхемијског понашања тих материјала. Након две године вратио се у Србију у септембру 1959. године. На Универзитету Пенсилванија поново је боравио као гостујући професор и научни сарадник годину дана од фебруара 1966. године. Том приликом је држао два курса, курс Кинетике електродних процеса и курс о Директној конверзији енергије. Заједно са Бокрисом је објавио девет научних радова у међународним часописима. Бокрис и Деспић су се током целог живота дописивали, а од великог броја Бокрисових сарадника Деспић му је остао најближи сарадник и пријатељ. Осим у Филаделфији, често је као предавач гостовао у више универзитетских центара широм света, од чега 22 пута широм САД.
По повратку из Америке, Деспић је наставио да ради на Технолошком факултету. На Технолошком факултету (данас Технолошко-металуршки факултет) прошао је сва звања до избора за редовног професора 1971. године, доцент је постао 1959. а ванредни професор 1964. године. Факултет је све до деведесетих година 20. века био добро опремљен што је Деспићу омогућило да несметано ради. Такође, на Факултету је предавао различите курсеве попут курса Кинетике електродних процеса за који је написао и скрипта. За потребе курса из Основа електрохемије издао је књигу заједно са групом сарадника. Предавао је и курсеве попут курса Физичке хемије, Колоидне хемије и Хемијске кинетике. У оквиру Центра за мултидисциплинарне студије Београдског Универзитета држао је наставу из области конверзије енергије.

## Научни допринос
Стручна активност Александра Деспића оставила је дубок утицај и траг у неколико области електрохемијске науке. У питању су области између електрохемије и електрохемијског инжењерства које генерално покривају електрохемију као део физичке хемије, попутː 
- електрохемијско таложење, корозија и растварање метала
- кинетика и механизми електрохемијских и хемијских реакција
- електрохемијско таложење танкослојних структура и карактерисање интерметалних једињења
- електроаналитичка хемија
- електрохемијско инжењерство
- конверзија енергије
- физичко-хемијски процеси у дисперзим системима
- процеси везани за јонску измену и др.[13]

Његов научни допринос је исказан кроз учешће у 10 веома значајних националних и међународних научно-истраживачких пројеката у којима је најчешће изабран као руководилац. Осим тога, аутор је бројних публикација, 135 научних радова објављених у међународним и 48 радова објављених у националним часописима, 18 студија и елабората, 26 патената, 32 стручна рада и 18 уџбеника, делова монографија, као и монографија у целости. Значајна су научна и стручна саопштења која су често штампана у зборницима радова. Цитираност штампаних радова прелази цифру од 2000. О Александру Деспићу је још за живота написана једна књига (2001), „Упоришта Александра Деспића“, аутор Милош Јевтић (изд. Завод за уџбенике и наставна средства, Београд).

## Научне институције
Деспић је упоредо са научним и наставним активностима био од великог значаја низу страних и домаћих научних институција. Био је члан установа попут: Српско хемијско друштво, Друштво физикохемичара Србије, Унија хемијских друштава Југославије, Међународно друштво за електрохемију, Европска академија за површинске технологије (од 1989) и члан Европске академије наука и уметности у Салцбургу (од 1992).

### Београдска електрохемијска школа
Београдска електрохемијска школа је најплодотворнији резултат у педагошком и научном опусу Деспића. Светска електрохемијска јавост је ову установу сматрала електрохемијским центром средње и југоисточне Европе. Школу је основао академик Панта С. Тутунџић чији су радови у оквиру области електроаналитике, кулонометрије и електрохемијске равнотеже у неводеним срединама зачетак школе, а темељи су успостављени диверсификацијом занимања за друге области електрохемије, односно радовима Деспића и његових сарадника и колега. Кроз школу је прошло више генерација научника и ученика, а мали број је у свом интересовању и раду заобишао Деспића.

### Универзитет у Београду
Наставна делатност Александра Деспића уско је везана за Универзитет у Београду. Предавао је на Технолошко-металуршком факултету првенствено предмет Физичка хемија, а поред тога и предмете попут Колоидне хемије, Хемијске кинетике, Електрохемијског таложења и растварања метала и Кинетике електродних процеса. Прошао је кроз сва звања током четири деценије активности на факултету. Посебан Деспићев допринос огледа се у менторству дипломских (71), магистарских (38) и докторских (16) радова како на Факултету тако и у оквиру Центра за мултидисциплинарне студије Универзитета у Београду.

### Српско хемијско друштво
Неколико деценија је био члан Српског хемијског друштва, најстаријег хемијског друштва у свету основаног 1897. године. У периоду 1968—1975. био је главни уредник Гласника српског хемијског друштва (данас Journal of the Serbian Chemical Society). Том приликом је увео библиографске картице са изводима објављених радова и УДК- универзалном децималном класификацијом. Картице су излазиле редовно све до 1996. године. Поред функције главног уредника постојалаје и функција заменика главног уредника. Године 1974, одлучено је да се уместо 10 штампа 11 свезака, с тим да ће се у 11. свесци Гласника објављивати ревијални радови. Године 1975. издат је јубиларни број Гласника поводом 75-годишњице Српског хемијског друштва.
У периоду 1973—1977. био је председник Српског хемијског друштва. Током тог периода учествовао је у свим акцијама СХД попут организовања и отварања конгреса, симпозијума, научних и стручних скупова, итд. Био је члан Иницијативног одбора за прославу стогодишњице СХД, Организационог одбора Свечане академије, један од аутора публикације под називом„ Српско хемијско друштво - историја, устројство, делатност” која је објављена на српском и енглеском језику. Друштво му је 1979. године доделило медаљон за изванредан и трајан допринос, пре свега науци, а том приликом је изабран и за првог доживотног почасног председника.

### Унија хемијских друштава Југославије
Током три године, у периоду од 1978—1981. Деспић је био председник Уније хемијских друштава Југославије, а од 1982. и почасни председник. Унија је координирала хемијским друштвима широм Југославије и имала је за задатак да репрезентује југословенску хемију у међународним оквирима. Године 1975. Унија је на Деспићев предлог покренула часопис Yugoslav Chemical Papers. Деспић је постављен за првог уредника овог часописа. Часопис је писан на енглеском језику и дистрибуиран у оквирима међународне сарадње. У часопису су објављивани изводи радова који су штампани у часописима републичких друштава.

### Институт за хемијска, технолошка и металуршка истраживања
Институт за хемијска, технолошка и металуршка истраживања основан је 1961. године. Институт је касније променио назив у Институт за хемију, технологију и металургију (ИХТМ). Панта Тутунџић је на Институту основао Одељење за електрохемију. Након његове смрти 1964. године Деспић је постао управник овог Одељења. Институт је под руководством Деспића и академика Драгутина Дражића дао бројне светски запажене резултате. Деспић је на челу Института био у периоду од 1964. до 1970. године. Након тога, на челу је био поново 1999. године као замена за колегу др Радослава Аџића који је боравио у Америци.

## Чланство у научним друштвима
Био је протпредседник Међународног друштва за електрохемију 1977-1979. Био је дописни члан Словеначке академије наука и уметности од 1976. и изванредни члан Хрватске академије знаности и умјетности од 1981.
Александар Деспић изабран је 1965. за дописног, а 1974. за редовног члана Српске академије наука и уметности. Био је потпредседник САНУ од 1981. до 1994. и њен председник од 1994. до 1998. године. Током мандата настојао је да уведе многе реформе и новине у раду Акедемије.
Био је један од оснивача и директор Музеја науке и технике у Београду (осн. 1989, директор 1989 — 1999).
Најважнија функција у животу Александра Деспића свакако је то што је 4 године био председник САНУ (1994 — 1998). На том положају његов претходник био је академик Душан Каназир, а наследник академик Дејан Медаковић.
Награђен Октобарском наградом Београда (1968), Седмојулском наградом (1990) и Орденом рада са црвеном заставом (1982).
Крајем фебруара 2005. академик Александар Деспић је поклонио преко хиљаду књига из своје личне библиотеке библиотеци Универзитета у Бањалуци. У писму упућеном ректору овог универзитета Драгољубу Мирјанићу написао је: „Поштовани господине ректоре, код моје покојне супруге и мене, током наших релативно дугих живота, накупио се велики број вредних књига најразличитијих садржаја. Како и мој живот прилази крају, одлучио сам да ту библиотеку поклоним установи у којој ће те књиге моћи да користи што шири круг младих људи. То је свакако библиотека Вашег универзитета.“
Академик Александар Деспић преминуо је 7. априла 2005. у Београду.
Њему у част одржан је комеморативни скуп у свечаној сали Српске академије наука и уметности 25. маја 2005. Такође, Галерија науке и технике САНУ организовала је Меморијални циклус предавња „Академик Александар Деспић“, са поднасловом „Шта знамо о лечењу обољења централног нервног система“. Циклусу припада седам предавања и одржавају се сваке среде у периоду од 18. маја до 29. јуна 2005.

## Научни рад
Области научног рада академика Александра Деспића били су фундаментална и примењена електрохемија и хемијско инжењерство.
Одабрани радови (прегледни и поглавља у књигама):
1. A.R.Despic, K.I.Popov, Transport Controlled Deposition and Dissolution of Metals, Modern Aspects of Electrochemistry, Plenum Press, New York, 1972, Vol.7, Ch.4
2. A.R.Despic, Deposition and Dissolution of Metals and Alloys, part B: Mechanism, Kinetics, Texture and Morphology, in: Comprehensive Treatise on Electrochemιstry, ed. J.O.M.Bockris, B.E.Conway, E.Yeager, Plenum Press, New York, 1983, Vol.7, Ch.7b
3. A.Despic, V.Parkhutik, Electrochemistry of Aluminium in Aqueous Solutions and Physics of Its Anodic Oxides, in: Modern Aspects of Electrochemistry, ed. J.O.M.Bockris, R.E.White, B.E.Conway, Plenum Press, New York, 1989, Vol.20, Ch.6.
4. A.R.Despic, The use of aluminium in energy conversion and storage, in: Chemistry and Energy - I, ed.C.A.C.Sequeira, Sintra (Portugal), 1990. (Materials science monographs, 65.)
5. A.R.Despic, V.D.Jovic, Electrochemical Deposition and Dissolution of Alloys and Metal Composites - Fundamentals Aspects, Modern Aspects of Electrochemistry, Plenum Press, New York, 1995, Vol.27, Ch.2.

## Награде
- 1999: Награда Браћа Карић

## Галерија
- Александар Деспић око 2004. године
- Александар Деспић и Душан Каназир
- Александар Деспић и Душан Каназир на Скупштини оснивача САНУ, 1989. године
- Александар Деспић као говорник, 1995. године
- Скупштина оснивача САНУ, август 1995. године
- Александар Деспић на Скупштини оснивача САНУ, 1989. године
- Скупштина оснивача САНУ, Александар Деспић, август 1995. године